# Hilde Daem
Hilde Daem (Haaltert, 12 december 1950) is een Belgische architect. Ze is een vertegenwoordiger van de Nieuwe eenvoud, een Vlaamse architectuurstijl die zich aan het eind van de 20e eeuw ontwikkelde. Haar stijl wordt gekenmerkt door een doorgedreven visie op materiaal, maatvoering en kleurgebruik. De eerste ontwerpen van haar bureau Robbrecht en Daem getuigen van een terugkeer naar de klassieke basiselementen van de architectuur. In haar ontwerpen is haar belangstelling voor het humane aspect, etnische vormgeving en fluïde architectuur terug te vinden.
Enkele projecten die Daem ontwierp zijn Cinematek in Brussel (2003-2009), de Leopold De Waelplaats (met de realisatie van de Diepe Fontein van Cristina Iglesias) voor het KMSKA (1997-2006), het Concertgebouw in Brugge (1998-2002) en woningen en verbouwingen in België en de VS. Haar bureau won doorheen de jaren een groot aantal prestigieuze prijzen.

## Biografie
Hilde Daem volgde de opleiding architectuur aan het Hoger Sint-Lucasinstituut in Gent (1969-1974) en aan het KASK in Gent (1974-1975), de opleiding vrije grafiek aan het KASK in Gent (1982-1984) en de opleiding fotokunst aan Sint-Lucas Academie in Gent (2016-heden). Samen met Paul Robbrecht, Christian Kieckens, Marc Dubois en Marie José van Hee zette ze het beeld en belang van Vlaamse architectuur in België en Europa op de kaart.
Daem liep stage bij Francis Serck. Na afstuderen in 1975 richtte ze samen met (haar toenmalige partner) Robbrecht het architectenbureau Robbrecht en Daem op. Sinds 2002 leidt Daem het bureau samen met Robbrecht en hun zoon Johannes Robbrecht.

### Functies
- 1997 – 2001 Lid van de Welstandscommissie, Middelburg en Vlissingen, Nederland
- 2000 - 2007 Voorzitter van de Welstandscommissie, Antwerpen
- 2000 - 2018 Raadslid van het Bestuur van het MuHKA, Antwerpen
- 2010 - 2020 Raadslid van het Bestuur van het Concertgebouw Brugge
- 2010 - ‘International fellow’ van de Royal Institute of British Architects (RIBA)
- 2012 - Lid van het Artistiek Comité van het Concertgebouw Brugge
- 2012 - Jurylid voor de RIBA Stirling Award 2012
- 2012 - Jurylid voor de Biennale d’Architecture de Wallonie
- 2012 - Levenslang lid van de Whitechapel Gallery, Londen
- 2016 - 2018 Voorzitter van de Raad van Bestuur van Herita, Antwerpen
- 2018 - Raadslid van het Bestuur van Herita, Antwerpen[4]

- Bibsys: 90797276
- Bibliothèque nationale de France: cb135742937 (data)
- Digitale Bibliotheek voor de Nederlandse Letteren: daem012
- Gemeinsame Normdatei: 119312905
- International Standard Name Identifier: 0000 0000 7035 5158
- Library of Congress Control Number: nr95007008
- Nationale Bibliotheek van Israël: 987007426262005171
- Nederlandse Thesaurus van Auteursnamen: 180970550
- RKD-Nederlands Instituut voor Kunstgeschiedenis: 19633
- Système universitaire de documentation: 139427139
- Union List of Artist Names: 500087342
- Virtual International Authority File: 96314265
- WorldCat: E39PBJrcjTrPMPY3RB9myGkkXd